# Birger Ljungström

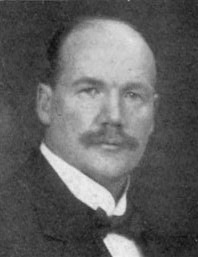
Birger Ljungström um 1920

Birger Ljungström (* 1872 in Uddevalla; † 17. November 1948 in Stockholm) war ein schwedischer Ingenieur, Erfinder und Industrieller. Zusammen mit seinem Bruder Fredrik interessierte er sich vor allem für Dampfmaschinen. Sie entwickelten auch die nach ihnen benannte Ljungströmturbine und das Svea-Fahrrad.
1928 wurde ihm von der Technischen Hochschule Dresden die Ehrendoktorwürde verliehen.